# ダーレーアラビアン
ダーレーアラビアンあるいはダーレイアラビアン（欧字名:Darley Arabian、1700年ごろ - 1730年）は、サラブレッド三大始祖の一頭（ただし4代孫のエクリプスを三大始祖とすることもある）。玄孫のエクリプス（Eclipse）を通じて主流血統を築いた。名前はダーレー所有のアラブ馬の意。

## 生涯
シリアの遊牧民アラゼー族によって1700-1703年ごろに生産された純血アラブ種であり、1703年にはシェイク・ミルザが所有していたことが分かっている。当初の名前は「マンニカ」であったという。SWBの勝ち馬でもあった。
この馬がイギリスに渡った経緯については諸説あり、そのうちのひとつは、アレッポでイギリス領事をしていたトーマス・ダーレーがシェイクから略奪したというものである。シェイクはこれに激昂し、マンニカを管理していた牧場長と牧夫を処刑、さらにアン女王に抗議文を送りつけている。のちにダーレー家の者が殺害されるという事件が起こったが、これはシェイクの報復ではないかとする説もある。
1704年イギリスのヨークシャーに渡ったダーレーアラビアンは、その後ダーレー家の所有となった。1706-1719年に種牡馬として供用され、この間交配された牝馬の数は数十頭。バイアリータークよりはかなり多いが、ゴドルフィンアラビアンよりは少ない。そしてこの中から6戦不敗の歴史的名馬フライングチルダーズと、その全弟で不出走のバートレットチルダーズを生み出した。
両馬はともに種牡馬として成功したが、現在より勢力が大きいのは、曽孫にエクリプスを出したバートレットチルダーズの血統である。エクリプスは18世紀最強馬として名高い馬で、直系子孫は19世紀に入ってからというもの他系統を凌駕し、結果的に全サラブレッドの90%以上を占めるまでに拡大した。影響力はサラブレッドにとどまらず、それ以外の馬種についてもクォーターホースやセルフランセで主流血統としての地位を確立している。
対してフライングチルダーズの血統は、エクリプスと同時期に13戦不敗のゴールドファインダーと、その娘でセントレジャーステークス勝ち馬のセリナを送り出すものの、最終的に血筋は絶えてしまった。現在、アメリカ合衆国に渡ったメッセンジャーの末裔がスタンダードブレッド（アメリカントロッター）の父系として繁栄している。
それぞれの子孫についての詳細はエクリプス系（バートレットチルダーズの子孫）、およびフライングチルダーズ系を参照のこと。
- 1722年のイギリスリーディングサイアー（後世の集計による）。

## ゲノミクス
2017年に発表された家畜馬に対する大規模なY染色体ハプロタイプの系統解析によれば、ダーレーアラビアンはターク種であったと考えられている。子孫のY染色体から再建されたY染色体のSNPの比較では、バイアリータークとは1塩基、ゴドルフィンアラビアンとは2塩基しか違いが無く、3頭は近い関係にある。この3頭から更に父系を遡った始祖は、おおよそ300-450年前に生きていた1頭のターク種の牡馬であったと推定されている。
また、スタンダードブレッドのフライングチルダーズ系や米温血種のヤングマースク系は、ダーレーアラビアン系のSNPを持つ一方で、ホエールボーン系に発生しているインデルを持たない。父系に関しては、これらの馬の血統がほぼ正しいことが確かめられた。
一方、血統書上ダーレーアラビアンの父系子孫とされるサラブレッドのパーシモン系やセルフランセの支配系統であるオレンジピール系では、全頭でバイアリーターク系のY染色体ハプロタイプが検出された。その最近共通祖先であるセントサイモンは、実際にはダーレーアラビアンの父系子孫ではなく別の始祖であるバイアリータークの子孫である可能性が極めて高いことが明らかとなった。

## 主な産駒
- ブリスク (1711_Brisk)
- アレッポ (1711_Aleppo) - ホブゴブリンの父
- フライングチルダーズ (1714?,15?) - 6戦不敗 6120mを6分40秒
- バートレットチルダーズ　 (1716) - 1742年 イギリスリーディングサイアー